# Jyske Bank Boxen
Die Jyske Bank Boxen ist eine nach zweijähriger Bauzeit 2010 eröffnete Mehrzweckhalle in der dänischen Stadt Herning. Die Arena bietet zu Konzerten für bis zu 15.000 Besucher Platz. Der Inhaber ist der MCH-Konzern, der zugleich das Fußballstadion MCH-Arena, das Herning Kongrescenter und das Messecenter Herning betreibt.

## Sportveranstaltungen (Auswahl)

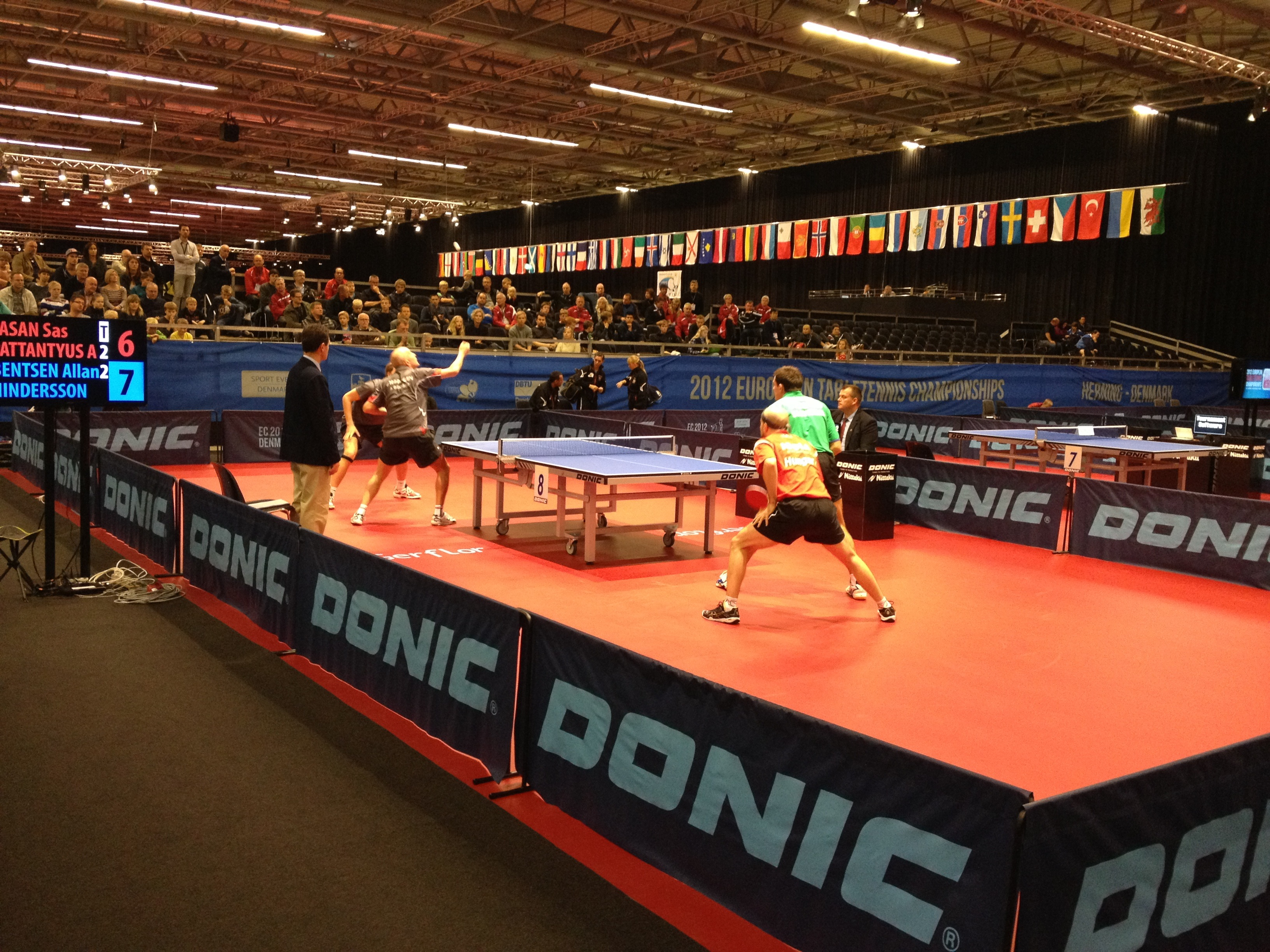
Tischtennis-Europameisterschaft 2012 in der „BOX“.

Die 31. Tischtennis-Europameisterschaft fand im Oktober 2012 ebenfalls hier statt. Im August 2013 dient die Arena als zweiter Veranstaltungsort der Europameisterschaften im Dressur- und Springreiten 2013. 2018 war die Halle, neben der Royal Arena in Kopenhagen, Austragungsort der Eishockey-Weltmeisterschaft der Herren.

## Handball

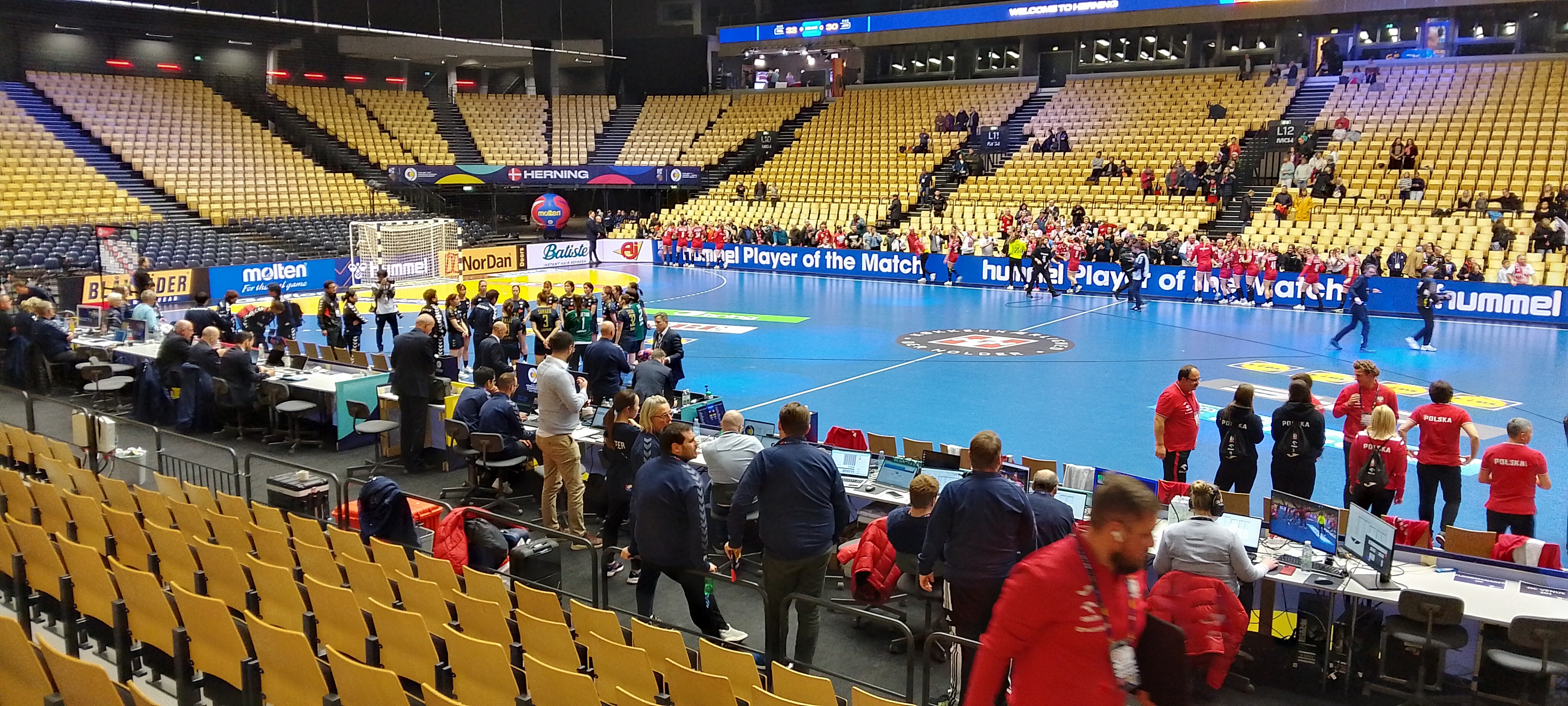
Spiel der Handball-Weltmeisterschaft der Frauen 2023 zwischen Polen und Japan (32:30)

2010 fand hier die Handball-Europameisterschaft der Frauen 2010 statt. 2014 war die Jyske Bank Boxen Spielstätte einiger Vor- und Hauptrundenspiele sowie der Finalrunde der Handball-Europameisterschaft der Männer 2014. Bei der Handball-Weltmeisterschaft der Frauen 2015 wurde unter anderem die Finalrunde in der Jyske Bank Boxen ausgetragen. Im Januar 2019 war die Halle Spielort der Handball-Weltmeisterschaft der Männer. Unter anderem wurde hier das Finale und das Spiel um Platz 3 ausgetragen. 2025 finden Spiele der Vor- sowie der Hauptrunde der Handball-Weltmeisterschaft der Männer in der Jyske Bank Boxen statt.

## Basketball
Die Bakken Bears trugen im November 2015 ein Spiel gegen Horsens IC in der Halle Jyske Bank Boxen aus.  5812 Zuschauer bei einem Heimspiel der Bakken Bears bedeutet eine neue Vereinsbestmarke.

## Konzerte (Auswahl)
Am 20. Oktober 2010 eröffnete Lady Gaga die Arena im Rahmen ihrer Monster Ball Tour mit einem Konzert. Am 19. Februar 2011 fand hier das erste Konzert der Aphrodite World Tour: Les Folies der australischen Sängerin Kylie Minogue statt.
Am 1. April 2011 gab Justin Bieber im Rahmen der My World Tour ein Konzert. Britney Spears gab am 11. Oktober desselben Jahres während ihrer Femme-Fatale-Tour ein Konzert in der Arena. Am 22. Februar 2012 spielte Rammstein hier ein Konzert ihrer Made in Germany 1995–2011 Europa Tour. Auch die deutsche Sängerin Helene Fischer trat hier mehrmals vor fast ausverkauftem Haus auf. Außerdem trat die US-amerikanische Heavy-Metal-Band Metallica hier auf.
Die Jyske Bank Boxen, Veranstaltungsort des Dansk Melodi Grand Prix 2013 und 2017, bewarb sich als Austragungsort für den Eurovision Song Contest 2014, unterlag im September 2013 jedoch gegen die B&W Hallerne am Standort Refshaleøen in Kopenhagen.